# Quentin Jakoba
Quentin Martin Jakoba (Breda, 19 december 1987) is een Nederlands voormalig profvoetballer die speelde bij FC Eindhoven. Hiervoor speelde hij onder andere in de jeugdopleiding van Willem II.
Jakoba maakte zijn debuut voor FC Eindhoven op 15 september 2008 in de uitwedstrijd met MVV (3–1 verlies). Hij zou tot januari 2009 voor de club uitkomen in totaal drie wedstrijden; daarna werd het contract ontbonden. Hierna kwam hij nog uit als amateur voor Kozakken Boys, ASWH en wederom Kozakken Boys.
Op maandag 3 oktober 2016 werd Jakoba samen met zijn ploeggenoot Juriën Gaari opgeroepen voor het nationaal elftal van Curaçao. Met Curaçao won hij op 25 juni 2017 de finale van de Caribbean Cup 2017 door Jamaica met 2–1 te verslaan. Jakoba behoorde eveneens tot de Curaçaose selectie voor de CONCACAF Gold Cup 2017.

## Erelijst
| Competitie    | Winnaar | Winnaar | Runner-up | Runner-up | Derde   | Derde   |
| Competitie    | Aantal  | Jaren   | Aantal    | Jaren     | Aantal  | Jaren   |
| Curaçao       | Curaçao | Curaçao | Curaçao   | Curaçao   | Curaçao | Curaçao |
| ------------- | ------- | ------- | --------- | --------- | ------- | ------- |
| Caribbean Cup | 1x      | 2017    |           |           |         |         |

1 Room ·
2 Cuco Martina ·
3 Shermar Martina · 
4 Lachman · 
5 Carolina ·
6 Maria ·
7 Antonia ·
8 Bonevacia ·
9 Benschop ·
10 Bacuna ·
11 Nepomuceno ·
12 Carmelia ·
13 Gaari ·
14 Kastaneer ·
15 Shermaine Martina ·
16 Van Kessel ·
17 Constansia ·
18 Hooi ·
19 Arias ·
20 Vapor ·
21 Statie ·
22 Pieter · 
23 De la Paz · 
Coach: Bicentini